# Девід Зільберман
Девід Зільберман (англ. David Zilberman; нар. 6 грудня 1982, Монреаль, Квебек) — канадський борець вільного стилю, дворазовий срібний призер чемпіонатів світу серед студентів, дворазовий бронзовий призер Панамериканських чемпіонатів, срібний призер чемпіонату Співдружності, учасник Олімпійських ігор.

## Життєпис
Боротьбою почав займатися з 1997 року.
Виступав за борцівський клуб Монреаля. Тренери — Віктор Зільберман (з 1997) Роберт Мур (з 1997).
Його батько Віктор Зільберман (нар. 1947) — румунський боксер, учасник трьох Олімпіад (1968, 1972, 1976), бронзовий призер літніх Олімпійських ігор 1976 року в Монреалі, після завершення яких не повернувся до Румунії та оселився в Канаді.

## Спортивні результати на міжнародних змаганнях

### Виступи на Олімпіадах
| Змагання                    | Збірна | Вагова категорія          | Місце |
| --------------------------- | ------ | ------------------------- | ----- |
| Літні Олімпійські ігри 2008 | Канада | вільна боротьба, до 96 кг | 13    |

### Виступи на Чемпіонатах світу
| Змагання                        | Збірна | Вагова категорія          | Місце |
| ------------------------------- | ------ | ------------------------- | ----- |
| Чемпіонат світу з боротьби 2006 | Канада | вільна боротьба, до 96 кг | 5     |
| Чемпіонат світу з боротьби 2007 | Канада | вільна боротьба, до 96 кг | 14    |

### Виступи на Панамериканських чемпіонатах
| Змагання                                   | Збірна | Вагова категорія          | Місце  |
| ------------------------------------------ | ------ | ------------------------- | ------ |
| Панамериканський чемпіонат з боротьби 2003 | Канада | вільна боротьба, до 96 кг | Бронза |
| Панамериканський чемпіонат з боротьби 2007 | Канада | вільна боротьба, до 96 кг | 5      |
| Панамериканський чемпіонат з боротьби 2008 | Канада | вільна боротьба, до 96 кг | Бронза |

### Виступи на інших змаганнях
| Змагання                                                      | Збірна | Вагова категорія          | Місце  |
| ------------------------------------------------------------- | ------ | ------------------------- | ------ |
| Чемпіонат світу з боротьби серед студентів 2004               | Канада | вільна боротьба, до 96 кг | Срібло |
| Чемпіонат Співдружності з боротьби 2005                       | Канада | вільна боротьба, до 96 кг | Срібло |
| Чемпіонат світу з боротьби серед студентів 2006               | Канада | вільна боротьба, до 96 кг | Срібло |
| Олімпійський кваліфікаційний турнір з боротьби 2008 (Мартіні) | Канада | вільна боротьба, до 96 кг | Бронза |
| Ігри Маккабі 2009                                             | Канада | вільна боротьба, до 96 кг | Бронза |